# Горное дело
Го́рное де́ло — сфера человеческой деятельности, связанная с освоением и использованием недр Земли. Включает все виды воздействия людей на земную кору, прежде всего с целью извлечения полезных ископаемых, их первичной переработки, а также научные исследования, связанные с технологиями горного производства.

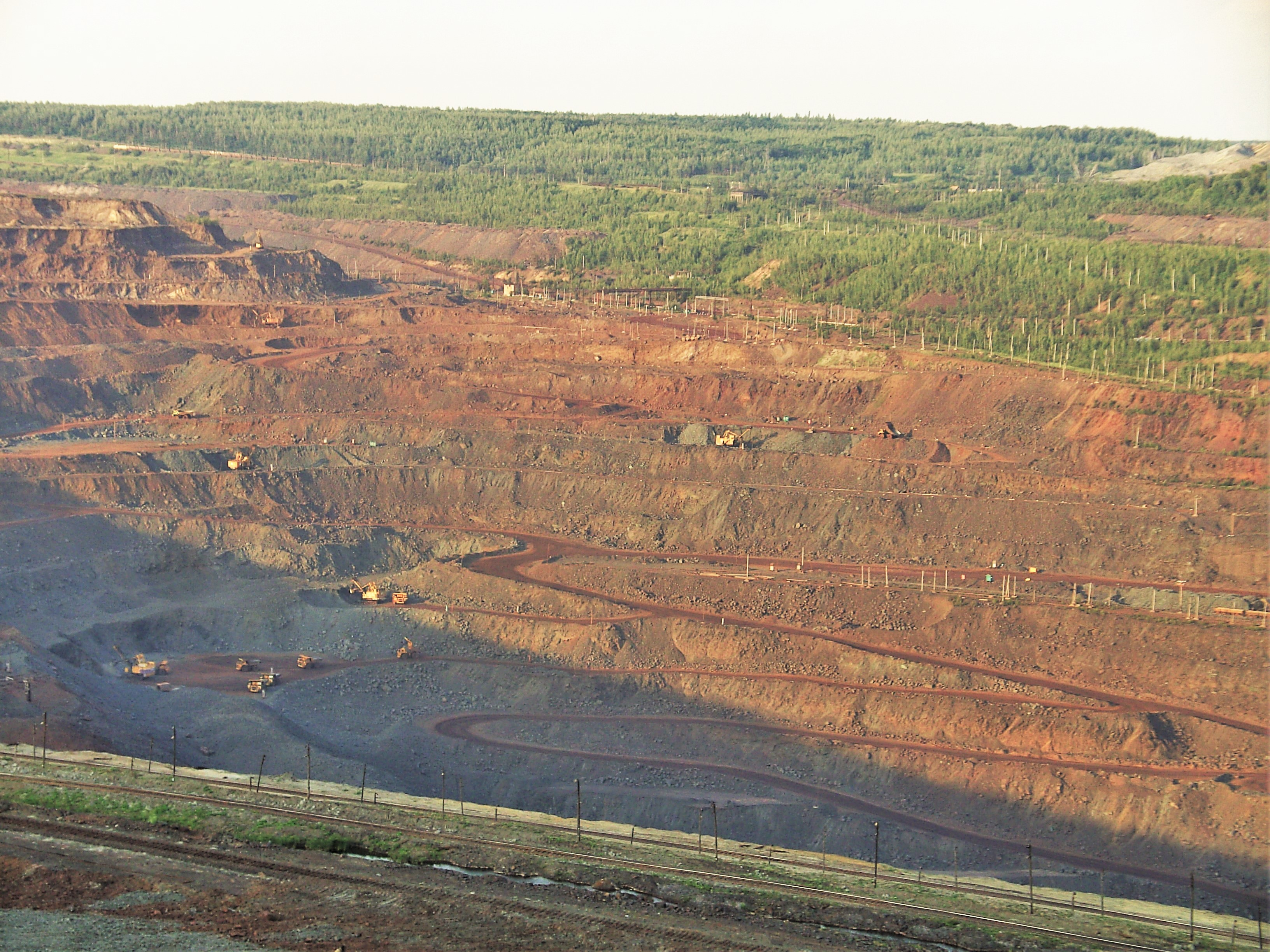
Железногорский карьер — вид со смотровой площадки

## История горного дела
В эпоху неолита появились первые рудники для добычи меди.
В V—II тысячелетии до н. э. добыча меди получает большое распространение. К концу II тысячелетия до н. э. на западном Алтае выплавлялось 3—5 тонн бронзы в год.
В II—I тысячелетии до н. э. произошёл переход к железному веку. До IX века не было разделения между добычей железной руды и производством деталей из железа. В IX—X веке выделилось кузнечное дело.

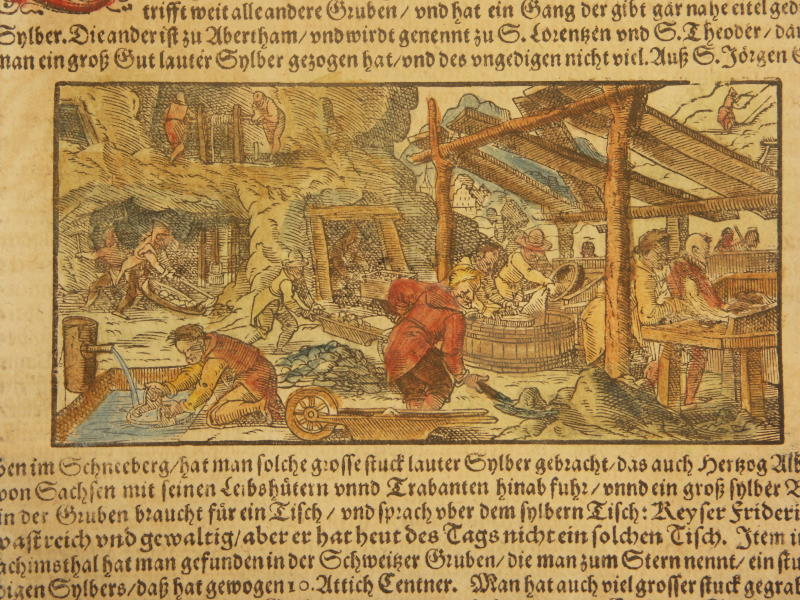
Изображение серебряного рудника из книги Себастиана Мюнстера «Cosmographia» (1544 год)

Вначале руду добывали открытым способом, но затем для разработки глубоких залежей стали строить шахты. При этом возникла проблема борьбы с подтоплением шахт. Для откачки воды из шахт сначала использовали нории — цепь с ковшами приводил в действие человек, бегавший внутри большого барабана. Позже этот механизм стали приводить в действие силой животных. Ещё позже для откачки воды стали применять поршневые насосы. В начале XVIII века для откачки воды из шахт стала применяться паровая машина Ньюкомена.
С конца XVIII века началась массовая подземная разработка месторождений каменного угля, что было связано с начавшейся промышленной революцией. Одной из самых серьёзных проблем в каменноугольных шахтах была опасность взрыва рудничного газа или каменноугольной пыли. Для проверки на загазованность в шахту спускались с канарейкой в клетке. Её гибель была индикатором наличия опасной концентрации рудничного и угарного газа. В 1815 году Гемфри Дэви изобрёл лампу Дэви, предназначенную для работы во взрывоопасной газовой среде в угольных шахтах. Шахтеры подносили эту лампу к своду шахты, чтобы по размеру и оттенку пламени определить наличие взрывоопасной смеси газов. Она сохранила множество жизней шахтёров.

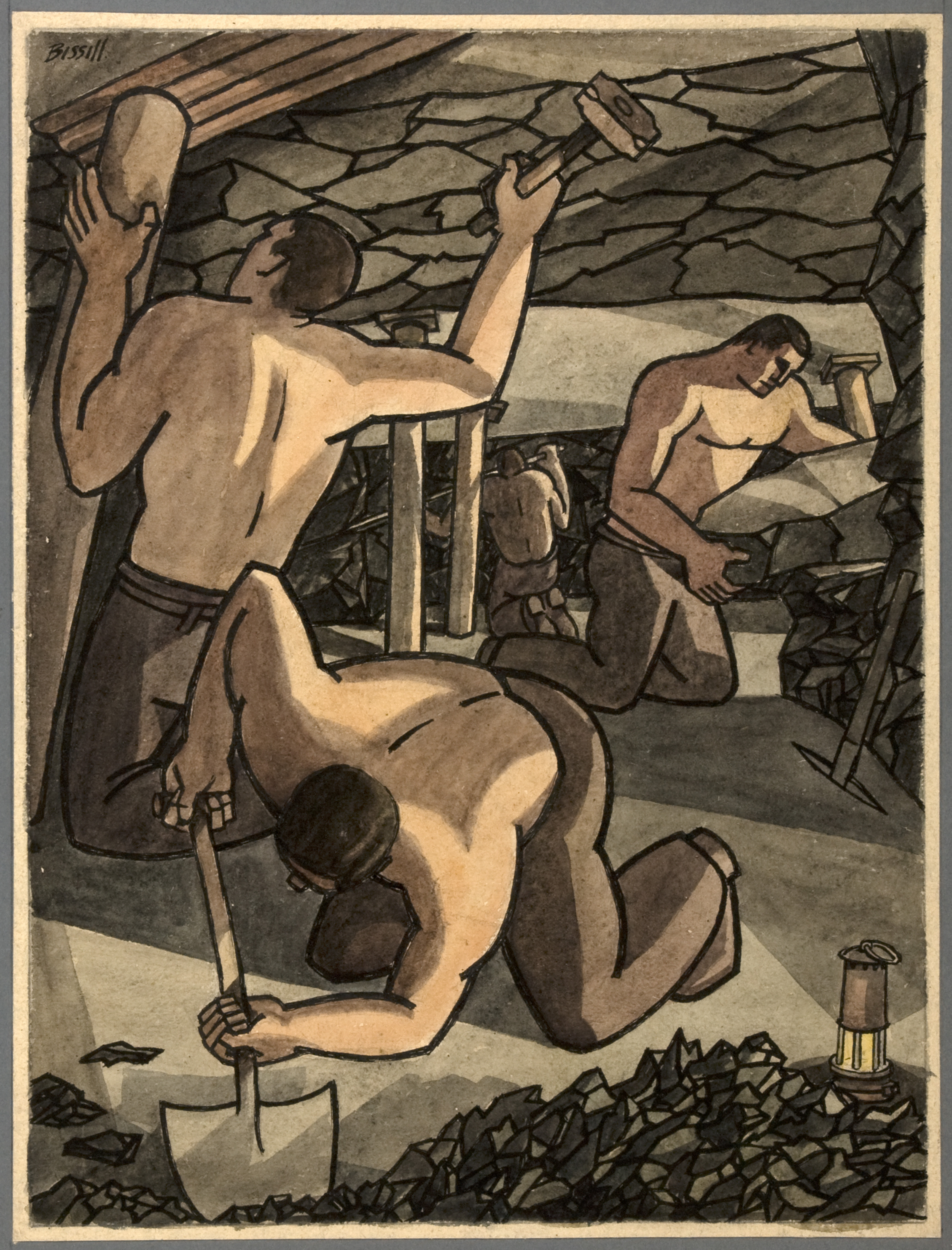
Плакат периода Второй мировой войны, изображающий британских шахтёров

В XIX веке в шахтах стали применять лошадей для вывозки добытого угля. Многие века шахтёры добывали уголь кайлом и обушком, в тесных забоях им приходилось работать лежа или сидя. Во второй половине XIX века шахтёры стали использовать бур, благодаря которому удалось осуществлять проходку выработок глубиной 200—300 м. Также стали применяться врубовые машины. Ещё позже стали применяться отбойные молотки, а затем и проходческие комбайны.
В конце XIX — начале XX века важную роль в горном деле стали играть новые взрывчатые вещества (динамит, аммонал), стали широко применяться буровзрывные работы.
В начале XX века в связи с распространением двигателей внутреннего сгорания одним из главных объектов разработки стали нефтяные месторождения, на которых с помощью паровых (а позднее и электрических) установок бурились скважины.

### В России и СССР
Исключительное значение на имел соляной промысел. Сохранились документальные данные о добыче соли из подземных рассолов в Старой Руссе от 1363 года.
В 1491 году первая экспедиция[уточнить] отправляется в Печорский край искать полезные ископаемые.
При Иване IV в 1584 году возник государев Приказ каменных дел. В составе этого приказа были специалисты по разведке и поиску месторождений.
В 1700 году, при Петре I, в связи с изданием им Приказа рудокопных дел, в функции которого входили добыча руд, выплавка металлов, строительство рудников, поиски руд — «рудосыскное дело», составление инструкций по розыску минералов и подготовка «сведущих людей», в России было заложено государственное управление горным делом. В этот период на Южном Урале горным делом и горнозаводским предпринимательством занимались представители купечества, тульских оружейников, местных рудознатцев и рудопромышленников, столичных аристократов и местных дворян.
В 1719 году была учреждена Государственная Берг-коллегия и издан «Указ о горных привилегиях», согласно которому «…соизволяется всем и каждому дается воля, какого б чина и достоинства ни был, во всех местах, как на собственных, так на чужих землях искать, плавить, варить и чистить всякие металлы, сиречь: золото, медь, олово, свинец, иже, так ж и минералов, яко селитра, сера, купорос, квасцы и всяких красок потребныя земли и камения, к чему каждый толико промышленность принять может».
В 1773 году в Санкт-Петербурге открылось высшее горное училище, преобразованное впоследствии в Горный институт.
В 1807 году Берг-коллегия прекратила своё существование, и её заменил Горный департамент (в 1811—1863 гг. -Департамент горных и соляных дел), подчинённый вначале Министерству коммерции, а затем, в 1810 году, вследствие закрытия последнего, — Министерству финансов. В 1874 году Горный департамент перешёл в состав Министерства государственных имуществ (с 1894 года — Министерство земледелия и государственных имуществ).
В 1882 году при Горном департаменте был учреждён Геологический комитет (Геолком), главными задачами которого являлись — проведение регионального геологического картирования и систематическое описание геологического строения территории Российской империи.

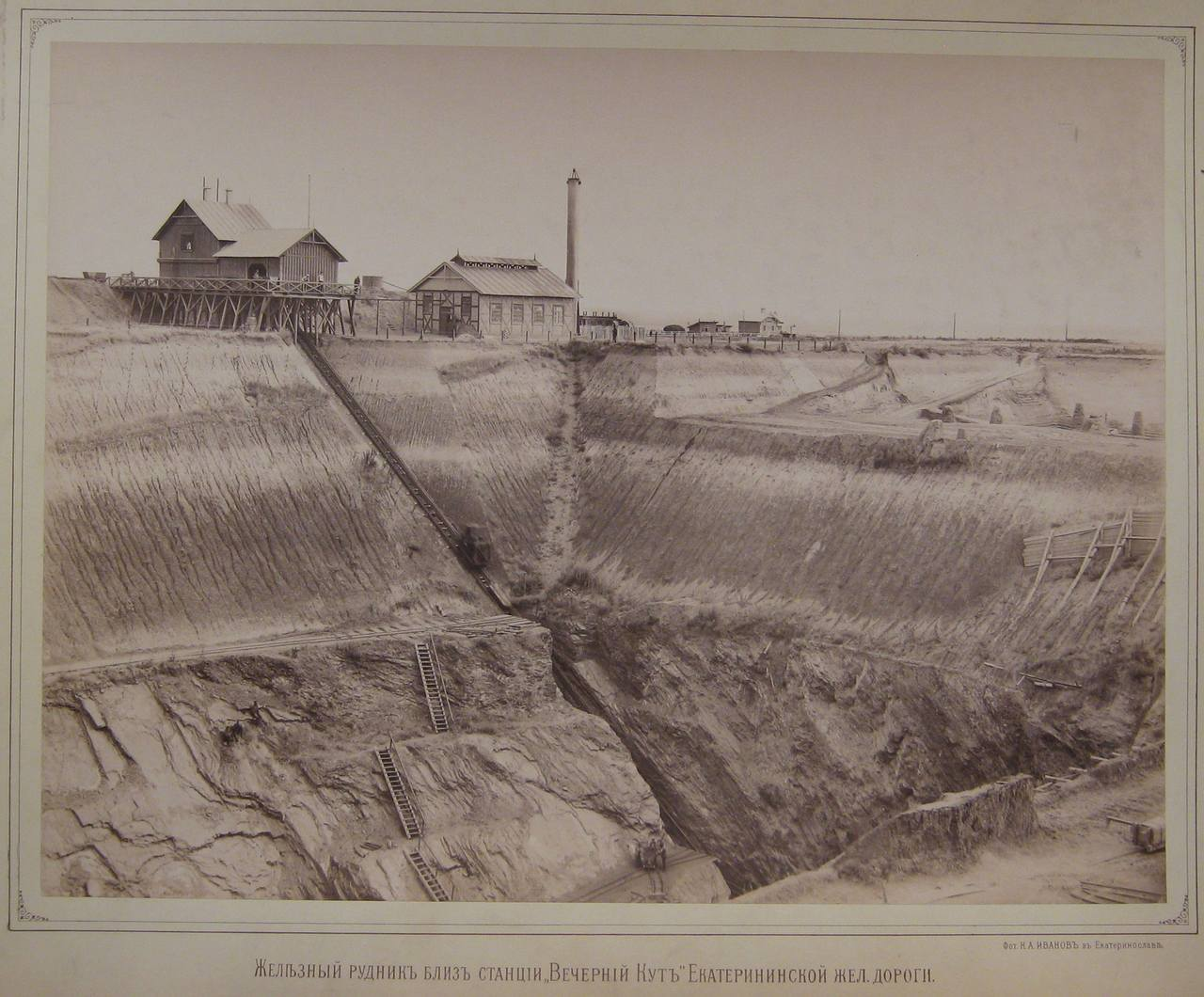
Добыча железной руды на железном руднике близ станции Вечерний Кут Екатерининской железной дороги. Конец XIX — начало XX века

К концу XIX века горное дело занимает главное место в ряду других отраслей российской промышленности. Число занятых горнозаводскими промыслами рабочих равнялось 436 тыс. человек.
В 1934 году в Алма-Ате был образован Казахский горно-металлургический институт.
В 1938 году был создан Институт горного дела АН СССР.
В 1943 году при Институте геологических наук Казахстанского филиала АН СССР был образован сектор горного дела, преобразованный в 1945 в Институт горного дела КазФАН СССР.

## Способы добычи полезных ископаемых
Исторически сложилось два вида добычи полезных ископаемых — открытым способом и шахтным, подземным способом. Существует также способ добычи путём бурения, а также технологии добычи полезных ископаемых с морского дна.

## Компьютерные технологии в горном деле
Специфика горного производства заключается в том, что в подготовке информационного сопровождения производственных процессов, из которых складывается добыча полезного ископаемого, должны быть использованы весьма разнородные модели и алгоритмы их обработки. В двух крайних случаях это приводит либо к очень большому количеству узкоспециализированных программных продуктов с необходимостью иметь связующие программные компоненты, либо — суперсистеме, охватывающей все информационные аспекты производственной жизни предприятия. В чистом виде эти варианты не встречаются, первый в силу того, что даже изначально ограниченные функционально программы развиваются и расширяют сферы своего действия на смежные участки, второй — по причине крайней сложности проектирования, настройки и обслуживания такой системы.
На мировом рынке программных продуктов предлагается достаточно много интегрированных горных систем, которые предлагают примерно одинаковый набор функций:
1. Создание векторных, каркасных и блочных моделей объектов горной технологии.
2. Визуализация моделей объектов в трёхмерном пространстве
3. Геостатистический анализ месторождений
4. Формирование базы данных (каталога) маркшейдерских точек и решение на их основе различных маркшейдерских и геодезических задач
5. Подсчёт объёмных и качественных показателей выемочных единиц
6. Горно-геометрический анализ и оптимизация границ карьера по экономическим показателям
7. Планирование открытых и подземных горных работ, проектирование массовых взрывов

Пример интегрированной горной системы — Mineframe — российская САПР для автоматизированного планирования, проектирования и сопровождения горных работ.

### Автоматизированные системы управления горно-транспортным комплексом
Большое количество единиц горной техники на производстве требуют постоянного контроля и автоматизированного управления. Для выполнения этой задачи применяются автоматизированные системы управления (АСУ ГТК), которые состоят из мобильных компьютеров, установленных на горной технике, и центрального пульта диспетчера. Палитра систем управления начинается от простых систем отслеживания мест движения техники, до более сложных, позволяющих оптимизировать транспортные потоки, отслеживать техническое состояние техники и управлять качеством добываемого сырья в режиме реального времени.

### Прогнозирование динамических проявлений горного давления
При добыче полезных ископаемых подземным способом люди постоянно находятся под опасностью, поскольку в любой момент времени может произойти динамическое проявление горного давления и людей может завалить в массиве. В связи с чем важную роль в горной добывающей промышленности играет прогнозирование динамических проявлений горного давления. В России прогнозированием динамических проявлений горного давления занимаются ведущие научные учреждения, такие как:
- Институт физики Земли имени О. Ю. Шмидта РАН[6]; Физико-технический институт имени А. Ф. Иоффе РАН; Институт проблем комплексного освоения недр РАН; Институт проблем механики им. А. Ю. Ишлинского РАН
- Горный институт Кольского научного центра РАН; Российский государственный геологоразведочный университет имени Серго Орджоникидзе; Национальный исследовательский технологический университет «МИСиС»; Национальный минерально-сырьевой университет "Горный"; Институт горного дела имени Н. А. Чинакала СО РАН[7]; Институт горного дела УО РАН;
- Горный институт УО РАН; Кузбасский государственный технический университет имени Т. Ф. Горбачева; Тульский государственный университет; ВНИМИ; Виогем.

В этих научных учреждениях созданы автоматизированные лабораторные стенды (состоящие из компьютеров, программного обеспечения и систем нагружения) по изучению предвестников динамического проявления горного давления, разработаны различные прогнозные критерии разрушения горных пород.